# Michael Lingner
Michael Lingner (* 12. Januar 1950 in Dessau; † 26. Februar 2020 in Hamburg) war ein deutscher Künstler, Kunst- und Medientheoretiker, Hochschullehrer und Publizist.
Lingner studierte Kunst, Philosophie, Soziologie und Kunstgeschichte. Ab 1986 hatte er einen Lehrauftrag für Kunst- und Designgeschichte im Fachbereich Gestaltung an der Hochschule für Angewandte Wissenschaften Hamburg. Von 1987 bis 1993 übernahm er einen Lehrauftrag für Theorie und Praxis des Bildnerischen Gestaltens am Pädagogischen Institut der Universität Hamburg. Von 1990 bis 1993 war er Vorstandsmitglied im Kunstverein Hamburg. Von 1991 bis 1996 war er Herausgeber der Reihe Kunst Aktuell in der Zeitschrift Kunst und Unterricht. 1993 bis 1998 war er Project Tutor an der Jan van Eyck Academie in Maastricht. 1994 bis 2000 übernahm er eine Professur des DFG-Graduiertenkollegs Ästhetische Bildung an der Universität Hamburg. Er hatte von 1993 bis 2015 eine Professur für Kunsttheorien / wissenschaftliche Grundlagen künstlerischer Praktiken an der Hochschule für bildende Künste Hamburg. Im Rahmen seiner Lehre an den Schnittstellen von Kunst und Theorie baute er die Archiv- und Publikationsplattform ArchivSystemKunst (ask23!) sowie das Labor:Kunst&Wissenschaft auf. Schwerpunkte seiner Arbeit waren Interdisziplinarität und Vermittlung.
Er verfasste kunsttheoretische Publikationen zu Siah Armajani, Jean Dubuffet, Adolf Hölzel, On Kawara, Joseph Kosuth, Kai Sudeck, Richard Wagner, Franz Erhard Walther und weiteren Künstlern. Seit 1984 arbeitete er an der Herausgabe des Theoretischen Nachlasses von Adolf Hölzel.
Michael Lingner war der Sohn des Grafikers und Malers Karl-Heinz Lingner (1925–1998), eines deutschen Vertreters des Informel.

## Ausstellungsbeteiligungen (Auswahl)
- 1977: documenta VI, Kassel;
- 1979: Kunstverein Hamburg (Eremit? Forscher? Sozialarbeiter? Das veränderte Selbstverständnis von Künstlern)
- 2009: White Trash Contemporary, Hamburg (DiedieDieDie verdammte gesamte Scheisse KÜNSTLERBÜCHER)
- Neuer Berliner Kunstverein
- Kunsthalle Nürnberg
- Deichtorhallen Hamburg
- Jahresausstellungen des Deutschen Künstlerbundes in Mainz, Dortmund, Frankfurt